# 高橋靖周
高橋 靖周（たかはし やすちか、1935年2月25日 -  ）は、日本の経営者。大分銀行頭取を務めた。

## 来歴・人物
大分県出身。1958年に神戸大学経済学部を卒業し、同年に大分銀行に入行した。1986年6月に取締役に就任し、1990年6月に常務、1993年6月に専務を経て、1996年6月に副頭取に就任し、1998年6月には頭取に昇格。2005年6月に会長に就任し、2010年6月には取締役相談役に就任。